# 小行星7583
小行星7583（英語：7583 Rosegger）是一颗围绕太阳公转的小行星。1991年1月17日，佛蒙特·伯根在陶腾堡发现了此天体。
这颗小行星的绝对星等为143.1717561542736等。